# Tortula abyssinica
Tortula abyssinica är en bladmossart som beskrevs av De Notaris 1872. Tortula abyssinica ingår i släktet tussmossor, och familjen Pottiaceae. Inga underarter finns listade i Catalogue of Life.